# Tentative d'assassinat de Fumio Kishida
 (avril 2023).
La tentative d'assassinat de Fumio Kishida est survenue le 15 avril 2023 lorsqu'une attaque a été perpétrée contre Fumio Kishida, le Premier ministre du Japon, alors qu'il visitait Wakayama, une ville de la région du Kansai, au Japon.

## Contexte
En septembre 2022, Shūhei Kishimoto (député japonais du 1er district de Wakayama) a démissionné pour se présenter à l'élection du gouverneur de Wakayama en 2022. L'élection partielle est donc prévue le 23 avril 2023 dans la préfecture de Wakayama.
Kishida s'est rendu à Wakayama en tant que président du LDP pour soutenir Hirofumi Kado, un ancien député et un homme politique du Parti libéral-démocrate, qui s'est présenté à l'élection partielle.

## Incident
Le 15 avril 2023, le Premier ministre japonais Fumio Kishida prononçait dans la ville de Wakayama un discours de soutien à un homme politique du Parti libéral-démocrate, candidat à l'élection partielle, lorsque ce qui a été décrit comme un engin explosif du type « bombe artisanale » a explosé à 1 mètre à côté de lui. Kishida n'a pas été blessé par l'explosif et a été évacué de la zone, mais un policier a été blessé. L'engin explosif largué près de Kishida a explosé quelques dizaines de secondes plus tard. Alors que l'homme qui l'a lancé préparait un deuxième coup, un pêcheur local (ryoshi) a d'abord tenu l'homme. L'homme a été interpellé sur les lieux après avoir jeté l'engin sur des soupçons d'« entrave aux affaires ». Selon des habitants vivant près de la maison de l'homme arrêté dans la préfecture de Hyōgo, il semblait calme et doux.
À la suite de l'incident, Kishida a déclaré : « Je suis désolé d'avoir inquiété de nombreuses personnes. Nous sommes au milieu d'une élection importante pour notre pays. Nous devons continuer ensemble. » L'incident est survenu moins d'un an après l'assassinat de l'ancien Premier ministre Shinzō Abe le 8 juillet 2022.

## Réactions
- Inde : Le Premier ministre indien Narendra Modi a exprimé son soulagement après avoir appris que Kishida avait survécu à l'attaque et a déclaré que l'Inde condamnait les actes de violence.